# 大桑站 (栃木縣)

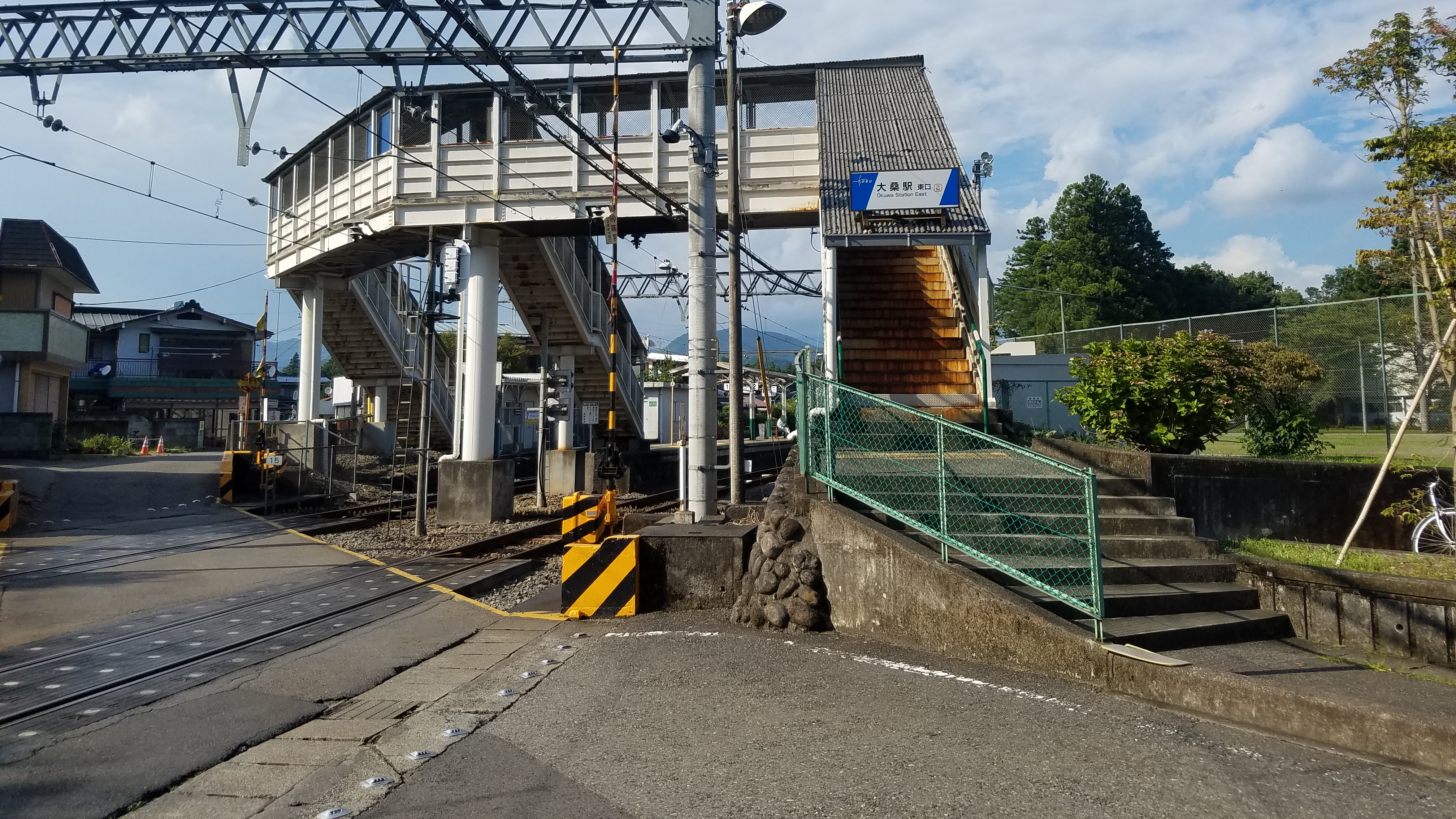
東口（2021年8月）

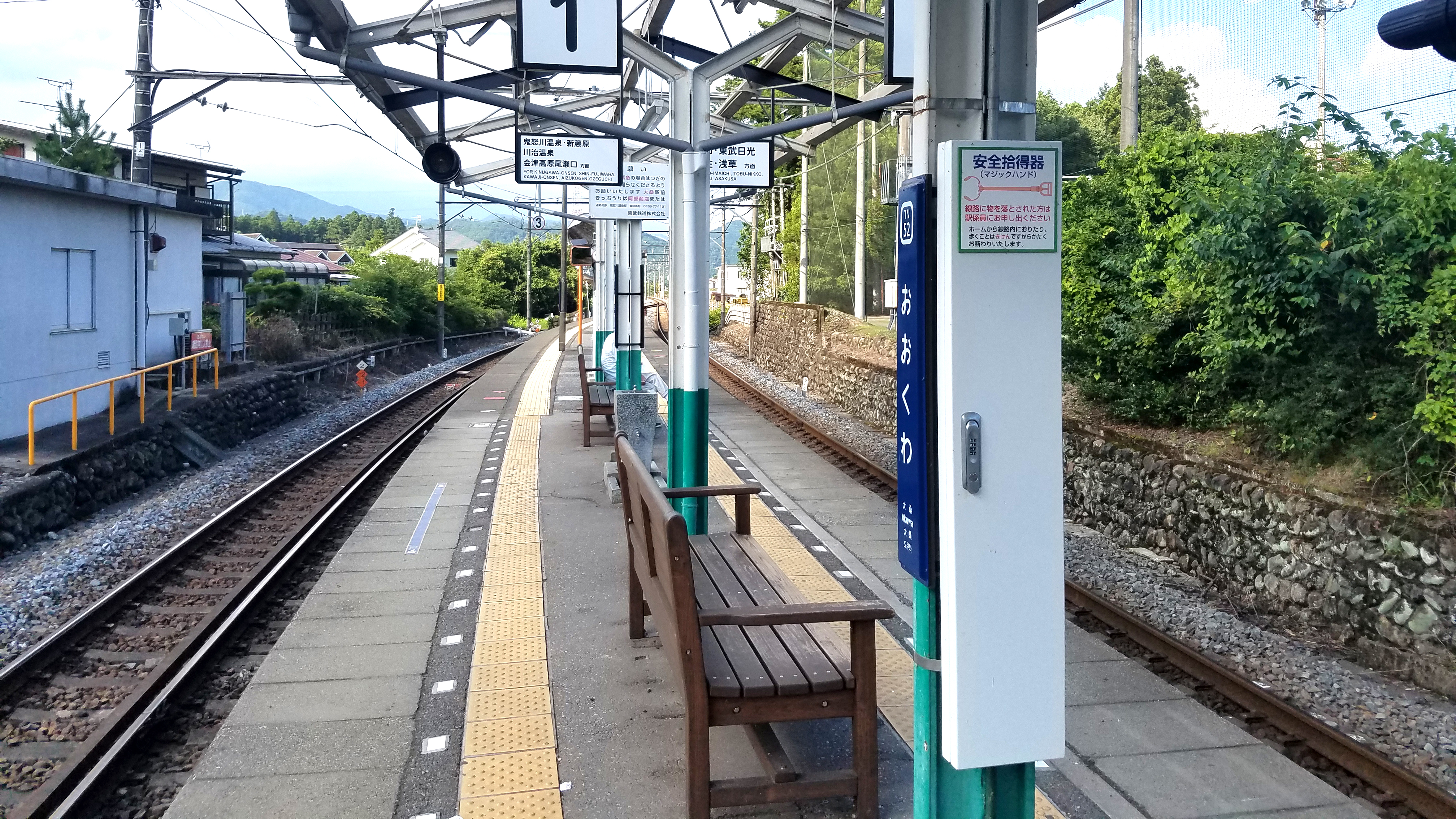
月台（2021年8月）

大桑站（日语：／ Ōkuwa eki */?）是位於日本栃木縣日光市大桑町，屬於東武鐵道鬼怒川線的鐵路車站。車站編號是TN 52。

## 歷史
- 1919年（大正6年）1月2日 - 下野軌道車站開業。
- 1921年（大正10年）6月6日 - 下野軌道改稱下野電氣鐵道，本站為下野電氣鐵道車站。
- 1943年（昭和18年）5月1日 - 東武鐵道收購下野電氣鐵道。成為東武鐵道車站。
- 1973年（昭和48年）9月1日 - 車站無人化（開始簡易委託）。
- 2017年（平成29年）4月21日 - 特急「Revaty鬼怒」「Revaty會津」增停本站[1]。
- 2017年（平成29年）10月27日 - 月台指定為國家登錄有形文化財（建造物）。

## 車站構造
本站為島式月台1面2線的地面車站。站房位於軌道西側，月台與軌道東側以跨線橋聯絡。無配置站員站，乘車券在站前商店發售。採玉石積盛土式外觀的月台是鬼怒川線從近代化時代留存至今的建築物，並以「東武鐵道大桑站月台」指定為國家登錄有形文化財（建築物）。

### 月台配置
| 月台 | 路線     | 方向 | 目的地                                                            |
| ---- | -------- | ---- | ----------------------------------------------------------------- |
| 1    | 鬼怒川線 | 下行 | 鬼怒川溫泉、■野岩鐵道線 會津高原尾瀨口、 ■會津鐵道線 會津田島方向 |
| 2    | 鬼怒川線 | 上行 | 下今市、 東武晴空塔線 春日部、北千住、 東京晴空塔、淺草方向       |

## 使用情況
2017年度1日平均上下車人次為197人。

## 車站周邊
- 日光市役所豐岡支所
- 日光市豐岡公民館
- 日光市豐岡運動公園
- 日光市立大桑小學校
- 大桑郵局
- 並木寄進碑
- 國道121號（日语：国道121号）

## 路線巴士
| 乘車處 | 系統     | 主要行經地           | 目的地       | 運行業者 | 備註 |
| ------ | -------- | -------------------- | ------------ | -------- | ---- |
|        | 鬼怒川線 | 新高德站、小佐越站   | 鬼怒川溫泉站 | 日光交通 |      |
|        | 鬼怒川線 | 大谷向站前、JR今市站 | 下今市站     | 日光交通 |      |

- 最近的巴士站「大桑站入口」距離車站約250公尺左右。

## 相鄰車站
東武鐵道
 鬼怒川線
- ■特急「自由鬼怒」「自由會津」停靠站

□快速「會津山特快」、■區間急行、■普通
大谷向（TN 51）－大桑（TN 52）－新高德（TN 53）

## 外部連結
- 大桑（車站資訊） - 東武鐵道